# سكوت سيفيرين
سكوت سيفيرين (بالإنجليزية: Scott Severin)‏ (15 فبراير 1979 بإستيرلينغ في المملكة المتحدة - ) هو لاعب كرة قدم بريطاني في مركز الدفاع. شارك مع منتخب اسكتلندا تحت 21 سنة لكرة القدم ومنتخب اسكتلندا الثانوي لكرة القدم ‏ ومنتخب اسكتلندا لكرة القدم. أما مع النوادي، فقد لعب مع دندي يونايتد ونادي أبردين ونادي كيلمارنوك ونادي واتفورد وهارت أوف ميدلوثيان.

## مسيرته الكروية
لعب سكوت سيفيرين خلال مسيرته الاحترافية مع 5 أندية في خمسة عشر موسمًا وسجل خلالها 27 هدفًا ضمن 355 مباراة. ولم يفز بأي موسم بالكأس أو بالدوري.
خاض سكوت سيفيرين مسيرته مع نادي هارت أوف ميدلوثيان في موسم 1998–99 ليلعب معه ستة مواسم، مشاركًا في 149 مباراة سجل خلالها 14 هدفًا. ثم انتقل إلى نادي أبردين في موسم 2004–05 ليلعب معه خمسة مواسم، حيث شارك في 166 مباراة سجل خلالها 12 هدفًا. لينتقل بعدها إلى نادي كيلمارنوك في موسم 2009–10 لمدة موسم واحد، مشاركًا في 14 مباراة ولم يسجل أي هدف. ثم انتقل إلى نادي دندي يونايتد في موسم 2010–11 ولمدة موسمين، مشاركًا في 17 مباراة سجل خلالها هدفًا واحدًا.

## وصلات خارجية
- سكوت سيفيرين على موقع قاعدة بيانات كرة القدم.إي يو (الإنجليزية)
- سكوت سيفيرين على موقع ناشيونال فوتبول تيمز (الإنجليزية)
- سكوت سيفيرين على موقع Soccerbase.com (لاعب) (الإنجليزية)